# Mr Hudson
I Mr Hudson sono un gruppo britannico, nato a Londra nel 2006.

## Carriera
Il loro primo album A tale of two cities, pubblicato con il nome Mr Hudson & the Library, prende il nome da un classico della letteratura di Charles Dickens col medesimo titolo scritto nel 1859. Dell'album il cantante ha detto: “sono cresciuto a Birmingham e vivo a Londra. Nutro profondo affetto per entrambe le città”, da cui la nascita del titolo. I Mr Hudson hanno debuttato in televisione nella trasmissione della rete BBC "Later... with Jools Holland" nel dicembre del 2006. Nel 2007 la band ha fatto da gruppo di spalla per Amy Winehouse, insieme a Paolo Nutini, Groove Armada e Mika.Nel 2010 la band ha interpretato insieme al rapper Jay-Z la canzone Young Forever.

## Membri
- Ben Hudson - voce, chitarra
- Raphael Mann - voce, basso
- Andrew Wilkinson – batteria, batteria elettrica
- Joy Joseph - steelpan, sintetizzatore, seconda voce
- Stu Baron - tastiere, pianoforte, sax

### Ex componenti
- Torville Jones (2006-2009) - pianoforte
- Maps Huxley (2006-2007) - bass

## Discografia

### Album
- 2007 – A tale of two cities
- 2009 – Straight No Chase

### EP
- 2006 – Bread & Roses EP
- 2007 – Mr Hudson

### Singoli
- 2007 – Too Late, Too Late
- 2007 – Ask The DJ
- 2007 – Picture of You
- 2008 – There will be tears
- 2009 – Supernova (ft. Kanye West)
- 2009 – White lies
- 2010 – Young Forever (ft. Jay-Z)